# Ekkehard Jost
Ekkehard Jost (Breslau, 22 januari 1938 - Marburg, 23 maart 2017) was een Duitse jazzsaxofonist en musicoloog.

## Biografie

### Als muziekwetenschapper
Van 1953 tot 1959 voltooide Ekkehard Jost zijn schoolopleiding (middelbare school in Lauenburg, Gymnasium Lüneburg tot aan het eindexamen). In 1959 begon hij een studie muziekwetenschappen, natuurwetenschappen en psychologie aan de Universität Hamburg, dat hij in 1956 afsloot met promotie. (Titel: Akustische und psychometrische Untersuchungen an Klarinettenklängen).
Van 1966 tot 1972 was Jost als wetenschappelijk assistent werkzaam aan het Staatliches Institut für Musikforschung in Berlijn. In 1973 habiliteerde hij zich met zijn werk over de freejazz en werd hij als professor voor muziekwetenschappen benoemd aan de Justus-Liebig-Universität in Gießen, waar hij het Institut für Musikwissenschaft und Musikpädagogik leidde en de Studiengang Systematische Musikwissenschaft oprichtte. Zijn zwaartepunten in onderzoek en leer waren muzieksociologie, hedendaagse muziek, akoestiek en geluidsstudiotechniek. Zijn habilitatiewerkstuk, dat ook werd vertaald in het Engels en Frans, geldt als eerste muziekwetenschappelijke analyse van de freejazz. Verdere boeken houden zich bezig met de sociale geschiedenis van de jazz.
Sinds 1968 was Jost lid van het wetenschappelijk adviesorgaan van de Internationale Gesellschaft für Jazzforschung. Samen met Albert Mangelsdorff had hij zitting in het artistiek adviesorgaan van de Union Deutscher Jazzmusiker. Verder was hij lid van het wetenschappelijk adviesorgaan van de Arbeitskreis Studium Populärer Musik. Van 1980 tot 1990 was hij directielid en van 1989 tot 1992 voorzitter van het Institut für Neue Musik und Musikerziehung in Darmstadt. In 2000 werd Jost onderscheiden met de Hessischer Jazzpreis. 

### Als muzikant
Als muzikant speelde Jost met talrijke muzikanten van de Europese jazz. Hij leidde eigen formaties, waaronder de met studenten geformeerde formatie Grumpff, die humoristische avant-gardejazz met populaire muziek en muziektheatrale handelingen vermengde en het freejazz-project Amman Boutz met Herbert Hellhund. Zijn platen en cd's verschenen ook bij zijn eigen muzieklabel fish music. Ten slotte was hij naast zijn eigen oktet onderweg met zijn trio Joe Bonica (drums) en Dieter Manderscheid (contrabas). Buiten zijn werk als muzikant hield hij zich bezig binnen het regionale jazzcircuit als organisator van concerten. In 1975 riep hij het jazzinitiatief Gießen in het leven en initieerde hij de concertreeks Musica Nova via een eigen opgerichte vereniging ter bevordering van eigentijdse muziek. Bovendien bedacht en organiseerde hij de concerten in de botanische tuin in Gießen.

## Overlijden
Ekkehard Jost overleed op 23 maart 2017 op 79-jarige leeftijd na een kort ziekbed.

## Discografie
- 1983: Ekkehard Jost Quintet Carambolage (met Dirk Huelst, Herbert Hellhund, Georg Wolff, Joe Bonica, View Records)
- 1987: Günter Sommer/Ekkehard Jost Die dunkle Wolke
- 1992: Ekkehard Jost Weimarer Balladen (met Friederike Nicklaus, Manfred Becker, Dieter Glawischnig, Herbert Hellhund, Wollie Kaiser, Uli Orth, Martin Pfleiderer, Detlef Landeck, Gerd Stein, Dieter Manderscheid, Joe Bonica)
- 1998: Ekkehard Jost & Chromatic Alarm Wintertango
- 2006: Ekkehard Jost Ensemble Cantos de libertad (met Reiner Winterschladen, Detlef Landeck, Eugenio Colombo, Wollie Kaiser, Gerd Stein, Dieter Glawischnig, Dieter Manderscheid, Joe Bonica, Marta de la Vega)
- 2010: Ekkehard Jost Oktett (met Friedhelm Schönfeld, Dieter Manderscheid, Joe Bonica, Wollie Kaiser, Christof Thewes,  Reiner Winterschladen, Dietmar Mues) – Gesänge gegen den Gleichschritt. Politische Musik aus 5 Jahrhunderten Fish Music

## Boeken
- Free Jazz. Stilkritische Untersuchungen zum Jazz der 60er Jahre. Schott, Mainz 1975, ISBN 3-7957-2221-7 (Neuauflage Wolke Verlag, Hofheim am Taunus 2002).
- Sozialpsychologische Faktoren der Popmusik-Rezeption. Schott, Mainz 1976, ISBN 3-7957-1710-8.
- Sozialgeschichte des Jazz in den USA. Fischer, Frankfurt am Main 1982, Reprint Wolke, Hofheim am Taunus 1991, ISBN 3-86150-472-3 (erweiterte Neuausgabe 2001: Frankfurt am Main 2003).
- Jazzmusiker. Materialien zur Soziologie der afro-amerikanischen Musik. Ullstein, Berlin 1982, ISBN 3-548-35129-8.
- Europas Jazz 1960–80, Fischer, Frankfurt am Main 1987, ISBN 3-596-22974-X.
- Jazzgeschichten aus Europa. Wolke, Hofheim am Taunus 2012, ISBN 978-3-936000-96-2

- Bibsys: 90764374
- Bibliothèque nationale de France: cb121716181 (data)
- Gemeinsame Normdatei: 124397190
- International Standard Name Identifier: 0000 0001 1083 2124
- Library of Congress Control Number: n83199787
- Nationale Bibliotheek van Letland: 000279465
- MusicBrainz: 40588708-172d-4bca-824f-7ebebfec7578
- Nationale Bibliotheek van Tsjechië: jo2014850010
- Nationale Bibliotheek van Israël: 987007276097905171
- Nederlandse Thesaurus van Auteursnamen: 069916055
- Système universitaire de documentation: 030262763
- Virtual International Authority File: 111196160
- WorldCat: E39PCjJf8RhjxCT34pJbgjbhMd